# Харченко, Андрей Семёнович
Андре́й Семёнович Ха́рченко (1 ноября 1908 — 17 мая 1985) — советский картограф и геодезист, кандидат технических наук, профессор Киевского национального университета имени Тараса Шевченко.

## Биография
Родился 1 ноября 1908 года в городе Ананьев, теперь Одесской области. Окончил в 1930 году отделение землеустройства Одесского сельскохозяйственного института. В 1930—1933 годах работал начальником партии, главным инженером Госземтреста Каракалпакского Наркомзема (Турткуль, Узбекская ССР), с 1933 года инженер-проектировщик Московского областного управления землеустройства, с 1934 года научный сотрудник Всесоюзного научно-исследовательского института организации территории. С 1938 года ассистент кафедры составления и редактирования карт Московского института инженеров геодезии, аэрофотосъёмки и картографии, с 1938 года учился в аспирантуре института.
Во время Великой Отечественной войны начальник картосоставительского цеха картографической фабрики в Тбилиси, Грузинская ССР. Одновременно преподавал картографию в топографическом техникуме и на курсах картографов Южного картографо-издательского предприятия Гидрографического управления Военно-морского флота СССР. В 1946—1951 годах доцент, возглавлял кафедру картографии Новосибирского института инженеров геодезии, аэрофотосъемки и картографии. В Киевском университете в 1954—1980 годах заведующий кафедрой геодезии и картографии, с 1969 года профессор, в 1958—1960 годах декан географического факультета. Кандидатская диссертация «О некоторых вопросах физической картографии» защищена в 1946 году. Исследовал общие вопросы теории картографии, классификацию географических карт; теорию и практику тематического и комплексного атласного картографирования; морскую картографию; историю картографии. Основатель киевской научной школы тематического и комплексного атласного картографирования Украины. Один из основателей в 1964 году Сектора географии АН УССР (с 1991 года — Институт географии НАН Украины). Учёный секретарь и вице-президент Географического общества УССР в 1964—1980 годах. Почётный член Географического общества СССР с 1975 года. Организатор четырёх научных конференций в 1963, 1965, 1968 и 1969 годах, посвящённых созданию Национального атласа Украины. Был председателем и членом редакционных советов журналов: «Геодезия, картография и аэрофотосъёмка», «Вестник Киевского университета. Серия География».

## Награды
Награждён тремя боевыми и тремя юбилейными медалями; Почётными грамотами Президиума Географического общества СССР «За большие заслуги перед советской географией и Географическим обществом СССР» (в 1977 и 1978 годах). Отличник геодезии и картографии 1943 года. Имя учёного помещено в «Книгу Почёта Киевского ордена Ленина государственного университета имени Т. Г. Шевченко» в 1982 году.

## Научные труды
Автор более 100 научных трудов. Основные работы:
1. (рус.) Комплексное географическое картографирование Украинской ССР: Доклад по совокупности опубликованных научных работ, представленных на соискание ученой степени доктора географических наук. — К., 1965.
2. (рус.) Топография с основами геодезии: Учебник. — М., 1986 (в соавторстве).
3. География Киевской области: Атлас / под редакцией Харченко А. С. — К., 1962.
4. (рус.) Природные условия и естественные ресурсы Украинской ССР: Атлас / под редакцией Харченко А. С. — К., 1978.
5. Атлас Киевской области / под ред. Харченко А. С. — К., 1980, 1985.